# Ponte dos Macuxis
A Ponte dos Macuxis, também conhecida por Ponte dos Macuxi, atravessa o rio Branco no estado brasileiro de Roraima, ligando a capital Boa Vista aos municípios do Cantá, Normandia e Bonfim. Inicia-se no km 2 da BR-401, totalizando 1.200 metros de extensão.
Sua função básica é integrar o País à vizinha Guiana, num trajeto que, logo em seu início, já via-se interrompido pelo rio Branco.

## História
Sua construção iniciou-se durante o Governo Emílio Médici, no ano de 1972 no então Território Federal de Roraima pelo 6° Batalhão de Engenharia e Construção do Exército Brasileiro, sendo inaugurada em 29 de agosto de 1975. Erguida em concreto, encontra-se asfaltada, sinalizada e iluminada.
O nome Macuxi é uma referência à maior etnia indígena de Roraima, com cerca de 26 mil pessoas atualmente.
Nos dias atuais, a margem direita da ponte está amplamente urbanizada pela cidade de Boa Vista. A margem oposta abriga olarias, monoculturas de arroz, soja e uma mancha urbana iniciante correspondente aos loteamentos Cidade Santa Cecília e Sumaúma, no município do Cantá. Tais áreas são uma espécie de proto-região metropolitana da capital.
|  |